# دوبیسواف دامینتسکی
دوبیسواف دامینتسکی (لهستانی: Dobiesław Damięcki؛ ‏ ۲ آوریل ۱۸۹۹ – ۱۰ آوریل ۱۹۵۱) بازیگر و کارگردان نمایش اهل لهستان بود.
از فیلم‌ها یا مجموعه‌های تلویزیونی که وی در آن‌ها نقش داشته است، می‌توان به رُز و پروفسور ویلچور اشاره نمود.